# Нейцзян
Нейцзян (кит. спр. 内江市, піньїнь: Nèijiāng Shì) — місто-округ в китайській провінції Сичуань. 

## Географія
Нейцзян розташовується у східній частині провінції.

### Клімат
Місто знаходиться у зоні, котра характеризується вологим субтропічним кліматом. Найтепліший місяць — липень із середньою температурою 27.8 °C (82 °F). Найхолодніший місяць — січень, із середньою температурою 7.2 °С (45 °F).
| Клімат Нейцзяна         | Клімат Нейцзяна | Клімат Нейцзяна | Клімат Нейцзяна | Клімат Нейцзяна | Клімат Нейцзяна | Клімат Нейцзяна | Клімат Нейцзяна | Клімат Нейцзяна | Клімат Нейцзяна | Клімат Нейцзяна | Клімат Нейцзяна | Клімат Нейцзяна | Клімат Нейцзяна |
| Показник                | Січ.            | Лют.            | Бер.            | Квіт.           | Трав.           | Черв.           | Лип.            | Серп.           | Вер.            | Жовт.           | Лист.           | Груд.           | Рік             |
| Абсолютний максимум, °C | 17              | 22              | 35              | 32              | 36              | 37              | 38              | 37              | 36              | 31              | 23              | 17              | 38              |
| Середній максимум, °C   | 10              | 11              | 18              | 23              | 25              | 28              | 31              | 31              | 27              | 20              | 16              | 12              | 21              |
| Середня температура, °C | 7               | 8               | 14              | 19              | 21              | 24              | 27              | 27              | 23              | 17              | 13              | 9               | 18              |
| Середній мінімум, °C    | 4               | 6               | 11              | 15              | 18              | 21              | 24              | 23              | 20              | 15              | 11              | 6               | 15              |
| Абсолютний мінімум, °C  | −2              | −3              | 1               | 7               | 11              | 16              | 18              | 17              | 12              | 5               | 2               | −2              | −3              |
| Норма опадів, мм        | 10              | 10              | 20              | 50              | 80              | 130             | 180             | 170             | 110             | 70              | 30              | 10              | 930             |
| Днів з дощем            | 3               | 3               | 4               | 8               | 10              | 10              | 13              | 12              | 10              | 10              | 4               | 4               | 91              |
| Вологість повітря, %    | 75              | 80              | 75              | 71              | 71              | 78              | 80              | 80              | 81              | 84              | 84              | 82              | 78              |
| ----------------------- | --------------- | --------------- | --------------- | --------------- | --------------- | --------------- | --------------- | --------------- | --------------- | --------------- | --------------- | --------------- | --------------- |
| Джерело: Weatherbase    |                 |                 |                 |                 |                 |                 |                 |                 |                 |                 |                 |                 |                 |